# Panicum miliaceum
El mill comú (Panicum miliaceum) és una planta de la família de les gramínies (Poaceae). Fa de 40 a 100 cm d'alçada i produeix unes inflorescències (en panícula) denses i penjants.
És originària de l'Índia però molt cultivada a l'antiga Unió Soviètica, la Xina i l'Àfrica occidental, on forma part de la dieta bàsica. En altres llocs només s'aprofita per a alimentació animal, però igual que ha passat amb el fajol, se n'ha revitalitzat el consum en la moderna dietètica, ja que és un cereal sense gluten.
Resisteix molt bé la secada i la calor extrema, i és de fàcil conservació i de cicle molt curt, cosa que permet aprofitar una curta temporada plujosa.
Com que té molta proteïna i necessita poca aigua per a créixer es creu que serà un dels cereals bàsics per a alimentar una població mundial que no para de créixer.